# Фуллер Тори, Эдвин
Эдвин Фуллер Тори (англ. Edwin Fuller Torrey), доктор медицины (родился 6 сентября 1937, Ютика, Нью-Йорк) - американский психиатр, исследователь механизмов шизофрении, директор-распорядитель Института Медицинских Исследований Стэнли (SMRI). Основатель Центра Пропаганды Терапии (англ. Treatment Advocacy Center, TAC), организации, целью которой является устранение законодательных и клинических препятствий, затрудняющих лечение тяжелых психических расстройств.
Фуллер Тори известен своими исследованиями, в особенности работами, посвящёнными возможному вкладу инфекционных заболеваний в развитие шизофрении. Помимо этого Фуллер Тори является активным пропагандистом идеи о биологических причинах тяжёлых психических заболеваний. Выступая по радио, телевидению, а также в прессе, Фуллер Тори высказывается  за необходимость недобровольного лечения (по настоянию психиатра и членов семьи), в то же время критикуя и федеральные службы, и исследователей за низкое качество медицинского обслуживания и нецелевое расходование исследовательских фондов. Такая позиция часто навлекает на него огонь критики. Награждён двумя благодарственными медалями Национальной службы здравоохранения США и другими многочисленными наградами и премиями.
Фуллер Тори является автором множества книг психиатрической тематики. В их числе - бестселлер "Шизофрения: Книга в помощь врачам, пациентам и членам их семей" (англ. "Surviving Schizophrenia").

## Критика
Известный противник недобровольного лечения Томас Сас в своих публикациях негативно отзывается о Фуллере Тори, некогда хорошо относившемуся к критикам психиатрии. В ответ Фуллер Тори признается, что и сейчас "восхищён открытой критикой Сасом многих психиатрических практик", таких как "ползучий диагностизм" - распространение психиатрических ярлыков на всё новые аспекты человеческого поведения. С другой стороны, Фуллер Тори остаётся одним из наиболее активных противников Саса в вопросе об этиологии психических расстройств. По словам Фуллера Тори, «Сас продолжает придерживаться взглядов 1961 года о том, что шизофрения - это миф, игнорируя огромный массив научных данных, ставящих это заболевание в ряд с болезнью Паркинсона и рассеянным склерозом».